# Jason Bourne (film)
Jason Bourne este un film american din 2016 regizat de Paul Greengrass. Este scris de Greengrass și Christopher Rouse. Rolurile principale au fost interpretate de actorii Matt Damon, Tommy Lee Jones, Alicia Vikander, Vincent Cassel, Julia Stiles și Riz Ahmed. A avut premiera în România pe 29 iulie 2016.
Este al cincilea film din seria de filme Bourne, fiind o continuare directă a filmului Ultimatumul lui Bourne (2007).

## Distribuție
- Matt Damon - Jason Bourne/David Webb
- Tommy Lee Jones - Robert Dewey
- Alicia Vikander - Heather Lee
- Vincent Cassel - Asset, asasin  Blackbriar
- Julia Stiles - Nicolette "Nicky" Parsons
- Riz Ahmed - Aaron Kalloor
- Ato Essandoh - Craig Jeffers
- Scott Shepherd - Edwin Russell
- Bill Camp - Malcolm Smith
- Vinzenz Kiefer - Christian Dassault, un hacker
- Gregg Henry - Richard Webb